# Andrea Agnelli
Andrea Agnelli (pronúncia italiana: [anˈdreːa aɲˈɲɛlli], (Turim, 6 de Dezembro de 1975), é um dirigente desportivo italiano e atual presidente da Juventus Football Club. Desde 2012, ele também atuou como membro executivo e Presidente da Associação de Clubes Europeus (ECA), e também foi nomeado para o Comitê Executivo da UEFA desde 2015. Ele é um membro da família industrial Agnelli. Ele também é membro do conselho da FIAT e da Exor.

## Biografia
Agnelli é o filho do falecido presidente Juventus FC e senador da República Italiana Umberto Agnelli, CEO da Fiat a partir de 1970-1976, e Donna Allegra Caracciolo di Castagneto, primeiro primo de Marella Agnelli, nascido Donna Marella Caracciolo di Castagneto e filha de Filippo Caracciolo, 8º príncipe di Castagneto, 3º duque de Melito e um Patrício hereditário de Nápoles (1903-1965). Marella, viúva do tio de Agnelli, Gianni, e Allegra e, portanto, Andrea, são membros do antigo nobre napolitano família que detém os títulos de príncipe de Castagneto e duque de Melito, entre outros.
Andrea foi o último membro masculino da família a carregar o sobrenome Agnelli até o nascimento de seu filho Giacomo. Ele estudou na St. Clare's, em Oxford, Inglaterra, e depois na Universidade Bocconi, em Milão.

## Carreira
Após a universidade, Agnelli iniciou sua carreira no mundo dos negócios na Inglaterra e na França em empresas como Iveco e Auchan Hypermarché. Ele também passou vários anos na Suíça trabalhando em marketing e desenvolvimento para a Ferrari Idea SA e para a Philip Morris International, sediada em Lausanne.

### Juventus FC
Em maio de 2010, ele foi nomeado presidente do conselho de administração da Juventus por seu primo em primeiro grau John Elkann, tornando-se o quarto membro da família Agnelli a administrar o clube de futebol, depois de seu pai, seu tio e seu avô. Elkann foi criticado pelos fãs da Juventus pelos maus resultados do clube durante a temporada 2009-10 e muitos ultras viram Agnelli como o herdeiro "legítimo" devido à associação de longa data de sua família com o clube. Apesar de ter entrado no cargo durante um período em que o clube ainda estava lidando com as consequências do infame escândalo de Calciopoli, ele é creditado por supervisionar a transição do clube para o novo estádio e equilibrar suas finanças após a recessão em curso que assola a Itália. Um de seus primeiros atos como novo presidente foi nomear o duo da Sampdoria, Giuseppe Marotta, como diretor de esporte e Luigi Delneri, como novo treinador.
Em 22 de maio de 2011, Agnelli nomeou o ex-capitão e favorito dos fãs Antonio Conte como o novo gerente da Juventus, substituindo Delneri. Na mesma temporada, a Juventus venceu o primeiro scudetto invicto sob Agnelli. Desde então, a Juventus venceu sete scudetti consecutivos a partir de 2017-18, um recorde na Série A, incluindo quatro títulos da Coppa Italia consecutivos desde 2014-15.
Em 8 de setembro de 2015, Agnelli foi reeleito como membro do Conselho Executivo da Associação de Clubes Europeus (ECA), cargo que ocupa desde 2012. Ele também foi nomeado pelo Conselho Executivo do ECA para ingressar no Comitê Executivo da UEFA em nome de ECA, onde representará os 220 clubes membros da ECA ao lado do reeleito presidente da ECA Karl-Heinz Rummenigge pelos próximos dois anos de 2015-17.

### Problemas legais
Em 2014, parte da alta administração da Juventus, incluindo Agnelli, foi investigada pelo Ministério Público de Turim sobre o gerenciamento de ingressos no Estádio da Juventus, sobre a suposta infiltração de 'Ndrangheta na administração comercial da empresa. bilhetes; os ministros públicos de Turim não formalizaram acusações criminais contra a Juventus ou seus membros, encerrando a investigação três anos depois com um pedido de registro, pois não havia vínculos entre a administração da Juventus e os grupos e / ou pessoas envolvidas. no crime organizado. Em 18 de março de 2017, após a abertura de uma ação por um promotor do Ministério Público de Turim, Agnelli foi encaminhado pelo procurador-geral da FIGC junto com outros três executivos do clube. Em 15 de setembro seguinte, a FIGC reformulou suas alegações, excluindo uma suposta associação da Máfia dos membros do clube incriminado após a intervenção do promotor Giuseppe Pecoraro na Comissão Antimafia em abril; o promotor solicitou sanções para as reuniões de Agnelli com ultra-grupos e a venda dos ingressos pelos demais infratores além do limite permitido por pessoa (favorecendo o escalpelamento dos ingressos). Em 25 de setembro, Agnelli foi banido por um ano e multado em € 20.000, enquanto a Juventus foi multada em € 300.000 pela venda de ingressos para ultras, no entanto, alegadas conexões com o crime organizado não estavam presentes na decisão. Em 18 de dezembro, a proibição de Agnelli foi suspensa, no entanto, ele foi obrigado a pagar uma multa de € 100.000, enquanto a multa contra a Juventus dobrou para € 600.000.

## Vida pessoal
Em 27 de agosto de 2005, ele se casou com Emma Winter em uma cerimônia católica romana em Villar Perosa (Piemonte, Itália) na igreja de San Pietro, em Vincoli. A recepção do casamento foi realizada na Villa Agnelli, propriedade de Donna Marella Agnelli em Villar Perosa. O casal tem dois filhos: Baya Agnelli (nascido em 24 de maio de 2005 em Turim) e Giacomo Dai Agnelli (nascido em 16 de dezembro de 2011 em Turim).